# József Kulcsár-Terza
József-György Kulcsár-Terza (în maghiară Kulcsár-Terza József-György; n. 24 noiembrie 1972

) este un deputat român, ales în 2016. 